# ظل (حساب المثلثات)
ظل الزاوية (بالإنجليزية:  Tangent of an angle)‏ هو أحد الدوال المثلثية الأساسية والذي يرمز له بـ tan أو tg باللاتينية أو ظا بالعربية، ويُعرف بأنه نسبة الجيب إلى جيب التمام لنفس الزاوية، أي قسمة طول الضلع المقابل على طول الضلع المجاور للزاوية في المثلث القائم.
إذا نظرنا إلى الصورة أعلاه (وهي صورة لدائرة واحدية)، نرى أن المثلثات OAB و OCD مماثلة،
لذلك يكون تعريف ظل الزاوية x (س):
{\displaystyle \tan x={\frac {DC}{OC}}}
ظا (س)= :{\displaystyle {\frac {DC}{OC}}}
وكذلك :
{\displaystyle \tan x={\frac {AB}{OA}}}
ظا (س)= :{\displaystyle {\frac {AB}{OA}}}
بالتالي يكون:
{\displaystyle {\frac {AB}{OA}}={\frac {DC}{OC}}}
الذي ينطوي على العلاقة الأساسية بين الظل و الجيب sin x و جيب التمام cos x العلاقة :
{\displaystyle \tan x=\,{\frac {\sin x}{\cos x}}}
ظا(س)= جا سجتا س

## أصل التسمية
طالع دوال مثلثية

## حساب الظل
حساب الظل في مثلث قائم:
ظل الزاوية = طول الضلع المقابلطول الضلع المجاور
كما أن :
ظل الزاوية ب = جيب الزاوية بجيب تمام الزاوية ب
مثال :
- طول المقابل [أج] = 15 سنتيمتر
- طول المجاور [أب] = 5 سنتيمتر

فيكون ظل الزاوية ب : 
المقابل [أج]المجاور [أب]
= 155
= 3

## بعض الزوايا الشهيرة
- {\displaystyle \tan 0=\tan 0^{\circ }=0}
- {\displaystyle \tan {\frac {\pi }{6}}=\tan 30^{\circ }={\frac {\sqrt {3}}{3}}}
- {\displaystyle \tan {\frac {\pi }{4}}=\tan 45^{\circ }=1}
- {\displaystyle \tan {\frac {\pi }{3}}=\tan 60^{\circ }={\sqrt {3}}}
- {\displaystyle \tan {\frac {\pi }{2}}=\tan 90^{\circ }=\infty }
- {\displaystyle \tan {\frac {3\pi }{4}}=\tan 135^{\circ }=-1}
- {\displaystyle \tan \pi =\tan 180^{\circ }=0}
- {\displaystyle \tan {\frac {3\pi }{2}}=\tan 270^{\circ }=\infty }

طبقا للمعادلة أعلاه يكون :
{\displaystyle {\frac {AB}{OA}}={\frac {DC}{OC}}}
أي أن:
{\displaystyle {\frac {AB}{240}}={\frac {5}{8}}}
ومنها ينتج أرتفاع ناطحة السحاب AB :
متر {\displaystyle \ AB=\ {150}}
ولانحتاج لقياس ناطحة السحاب للصعود والنزول وقياسها بالمتر في يدنا، بل يكفي معرفة قانون ظل الزاوية وبعض الأبعاد السهلة التعيين لتعيين ارتفاع ناطحة السحاب .

## دالة ظل الزاوية

صورة متحركة لرسم منحنى دالة الظل باستخدام دائرة الوحدة.

### خصائصها
دالة الظل هي دالة حقيقية:
- دورية، دورتها {\displaystyle \pi }.

{\displaystyle \tan(x+\pi )=\tan(x)}
- فردية، حيث: {\displaystyle \tan(-x)=-\tan(x)}
- تقبل خطوط مقاربة عمودية عند القيم {\displaystyle x={\frac {\pi }{2}}+k\pi } من أجل كل عدد صحيح k.
{\displaystyle \lim _{x\to (\pi /2)^{-}}\tan x=+\infty }
{\displaystyle \lim _{x\to (\pi /2)^{+}}\tan x=-\infty }
- مشتقها : {\displaystyle \tan 'x={\frac {1}{\cos ^{2}x}}=1+\tan ^{2}x}
- مشتقها العكسي: {\displaystyle \int \tan(x)dx=-\ln |\cos(x)|} وهو يكافئ الصيغة: {\displaystyle \ln |\sec(x)|} حيث {\displaystyle \sec x} هي دالة القاطع.
- بتطبيق صيغة أويلر:

{\displaystyle \tan \theta ={\frac {\sin \theta }{\cos \theta }}={\frac {e^{i\theta }-e^{-i\theta } \over 2i}{e^{i\theta }+e^{-i\theta } \over 2}}={\frac {e^{i\theta }-e^{-i\theta }}{i(e^{i\theta }+e^{-i\theta })}}}
حيث {\displaystyle i} هي الوحدة التخيلية التي مربعها يساوي {\displaystyle -1}.
- دالتها العكسية على المجال {\displaystyle \left]-{\frac {\pi }{2}},{\frac {\pi }{2}}\right[} هي دالة قوس ظل الزاوية ويرمز لها بـ {\displaystyle \arctan x} .
- مقلوب الدالة هو دالة ظل التمام ويرمز لها بـ {\displaystyle \cot(x)}.

{\displaystyle \cot x={\frac {1}{\tan x}}={\frac {\cos x}{\sin x}}}

### متسلسلة
يمكن التعبير عن ظل الزاوية لزاوية x -معبرا عنها بالتقدير الدائري- بواسطة متسلسلة تايلور التالية:
{\displaystyle {\begin{aligned}\tan x&{}=\sum _{n=0}^{\infty }{\frac {U_{2n+1}x^{2n+1}}{(2n+1)!}}\\&{}=\sum _{n=1}^{\infty }{\frac {(-1)^{n-1}2^{2n}(2^{2n}-1)B_{2n}x^{2n-1}}{(2n)!}}\\&{}=x+{\frac {1}{3}}x^{3}+{\frac {2}{15}}x^{5}+{\frac {17}{315}}x^{7}+\cdots ,\qquad {\text{for }}|x|<{\frac {\pi }{2}}.\end{aligned}}}
حيث {\displaystyle B_{n}} هو عدد بيرنولي و {\displaystyle U_{n}} هو عدد Up/down.

### حساب القيم
تحسب قيم الدالة بواسطة المتسلسلة، ولكن بدلاً من استخدام النشر المحدود بواسطة متسلسلة تايلور، التي تستخدم العديد من العمليات، يحبذ استعمال خوارزمية CORDIC.

## اقرأ أيضا
- جيب الزاوية
- جيب التمام
- دائرة واحدية
- حساب المثلثات
- ظل التمام